# Беликов, Николай Тарасович
Николай Тарасович Беликов (9 мая 1908 года, село Днепровка, Мелитопольский уезд, Таврическая губерния — 2 июня 1987 года, село Новоднепровка, Каменско-Днепровский район, Запорожская область, УССР) — бригадир колхоза имени Ворошилова Каменско-Днепровского района Запорожской области, Украинская ССР. Герой Социалистического Труда (1948).

## Биография
Родился в 1908 году в крестьянской семье в селе Днепровка. С 1930-х годов трудился в местном колхозе. Участвовал в Великой Отечественной войне. После демобилизации возвратился на родину. Работал бригадиром полеводческой бригады в колхозе имени Ворошилова Каменско-Днепровского района.
В 1947 году бригада Николая Беликова собрала в среднем по 33,9 центнеров пшеницы с каждого гектара на участке площадью 47,2 гектаров. Указом Президиума Верховного Совета СССР от 16 февраля 1948 года «за получение высоких урожаев пшеницы, ржи, кукурузы и сахарной свеклы, при выполнении колхозом обязательных поставок и натуроплаты за работу МТС в 1947 году и обеспеченности семенами зерновых культур для весеннего сева 1948 года» удостоен звания Героя Социалистического Труда с вручением ордена Ленина и золотой медали «Серп и Молот».
Этим же указом были награждены также пятеро работников этого же колхоза (Елена Трофимовна Половкова, Меланья Фёдоровна Половкова, Савелий Фёдорович Половков) с председателем Иваном Половковым.
После выхода на пенсию проживал в селе Новоднепровка, где скончался в 1987 году.
Награды
- Герой Социалистического Труда
- Орден Ленина
- Орден Трудового Красного Знамени (28.02.1949)
- Орден Отечественной войны 2 степени (11.03.1985)